# Olof August Peterson
Olof August Peterson, född 2 januari 1865 i Helgum, Ångermanland, död 12 november 1933, var en svensk-amerikansk paleontolog.
Peterson utvandrade 1882 till USA. Han ägnade sig 1888-91 åt fältstudier i paleontologi och gjorde rika samlingar för amerikanska museer. Han deltog i en vetenskaplig expedition till Patagonien 1896 för museet vid Princeton University och var till 1900 sysselsatt med att ordna de samlingar som därvid skapades. Han var därefter intendent för avdelningen för paleontologi i Carnegie Museum of Natural History i Pittsburgh, Pennsylvania.
Han skrev ett stort antal avhandlingar, alla offentliggjorda i "Annals of the Carnegie Museum", bland annat Osteology of Oxydactylus (1903), The Miocene Beds of Western Nebraska and Eastern Wyoming and their Vertebrate Faunæ (1906), Description of the Type Specimen of Stenomylus gracilis Peterson (1907), A New Camel from the Miocene of Western Nebraska (1910), Osteology of Promerycochoerus (1914) och Osteology of Dolichorhinus Longiceps Douglass (1924).